# NGC 1175
NGC 1175 (другие обозначения — UGC 2515, MCG 7-7-19, ZWG 540.32, PGC 11578) — спиральная галактика с перемычкой в созвездии Персей.
В 2019 году было получено детальное изображение галактики NGC 1175 телескопом «Хаббл» в рамках программы Gems of the Galaxy Zoos, где галактика была выбрана учеными-любителями в качестве цели для телескопа при работе в промежутках между запланированными проектами.
Этот объект входит в число перечисленных в оригинальной редакции «Нового общего каталога».